# Demian (romanzo)
Demian. Storia della giovinezza di Emil Sinclair, è un romanzo di formazione (Bildungsroman), scritto da Hermann Hesse, pubblicato la prima volta nel 1919 presso l'editore Fischer sotto lo pseudonimo di "Emil Sinclair" (nome utilizzato nel 1917 in uno dei suoi saggi politici in riferimento a Isaac von Sinclair, l'amico di Friedrich Hölderlin). L'autore ne ha aggiunto un prologo nel 1960.

## Il romanzo
Scritto nel 1917, fu il risultato di una profonda crisi interiore vissuta dall'autore, durante la Prima Guerra Mondiale, che lo portò ad operare una svolta radicale non solo nel proprio percorso letterario, ma anche nel cammino esistenziale ed umano. Nel Demian sono infatti presenti echi autobiografici della riflessione di Hesse sulla propria adolescenza tormentata, della quale egli affermò di essere giunto ad una comprensione razionale solo vent'anni dopo, appunto grazie a quest'opera.
In essa si avvertono anche notevoli influssi culturali del tempo, come la filosofia di Friedrich Nietzsche e la psicologia analitica di Carl Gustav Jung, che fanno da sfondo all'evento storico della guerra europea e poi mondiale, vissuta intensamente con toni quasi apocalittici. In Demian si affaccia inoltre per la prima volta il tema tipicamente hessiano della polarità, che si ritroverà in quasi tutti i suoi lavori successivi, ad esempio in Siddharta.
Ma non si può trascurare neppure l'impronta fortemente religiosa del libro, con frequenti richiami a situazioni ed episodi della Bibbia, in cui si può vedere il riflesso dell'educazione cristiana e pietista che Hesse aveva ricevuto durante l'infanzia.
La storia narra dell'evoluzione spirituale di un adolescente tormentato ripercorrendone i difficili anni della crescita.

## Trama
I fatti sono tutti descritti in prima persona: l'Io narrante protagonista è Emil Sinclair, che racconta la storia della propria fanciullezza e giovinezza.

### Due mondi
Sin dall'inizio si evidenzia il tema della polarità; Emil infatti, ancora bambino, afferma di vivere come in due mondi separati, due opposte visioni della vita che dilaniano la sua anima: la luce e il bene da un lato, l'oscurità e il male dall'altro. Il primo è quello chiaro, pulito ed amoroso proveniente dalla famiglia; il secondo è invece quello "proibito", ed Emil suo malgrado ammette di trovare quest'ultimo molto emozionante e attraente.
Egli inizialmente vorrebbe condurre una vita esemplare sul modello dei genitori, ma la sua inclinazione lo conduce inevitabilmente sempre più verso la perdizione; l'attrazione provata nei confronti del mondo delle tenebre lo porta così a diventare, verso i dieci anni, succube di Franz Kromer, un ragazzo malvagio e prepotente, dal quale subisce ripetuti quanto atroci episodi di bullismo, violenza ed estorsione. Il giovane Emil se ne sente invischiato interiormente ed arriva a rubare soldi a casa non osando confessar la verità ai propri cari; nelle settimane seguenti, in ansia e tormentato da incubi, si comporta in un modo sempre più introverso e scontroso. Pare quasi attendere la distruzione del mondo, unica possibilità che potrebbe guarirlo dallo stato di disperazione in cui versa.

### Caino
La natura timida ed incerta di Emil si sarebbe corrotta per sempre se in suo aiuto non fosse arrivato ad un certo punto Max Demian, un nuovo compagno di scuola, che lo avrebbe liberato dalla dipendenza del cattivo Franz, portandolo a scoprire un lato tutto nuovo e misterioso della vita, affascinante e terribile allo stesso tempo. Emil viene iniziato a poco a poco ai segreti di Demian: all'inizio, il nuovo ragazzo suscita immediatamente l'interesse di molti tra i coetanei, dando l'impressione d'esser molto intelligente e maturo per la sua età.
Durante una passeggiata Max racconta all'amico la propria interpretazione della leggenda biblica riferita a Caino e Abele: il marchio impresso nella fronte del fratricida, apertamente visibile, non era il segno fisico della sua colpevolezza, bensì impronta di superiorità e forza di carattere. In un secondo incontro tra i due, Max suggerisce di provare a far esperimenti di telepatia; in tal modo scopre che Emil soffre a causa del potere tirannico esercitato da Franz nei suoi confronti. Dopo che Max ha contribuito a risolvergli questo problema andando a parlare a quattr'occhi con Franz, Emil pur euforico non è in grado di sentire autentica gratitudine verso l'amico Demian, e si ritira nella ritrovata innocenza della sua fanciullezza, perdendolo di vista.

### Il ladrone
Dopo alcuni anni, giunge a grandi passi il momento della pubertà, e ad Emil inizia a spuntar la prima peluria, che lui attribuisce con sicurezza all'ineluttabile avvento del "mondo oscuro" dentro di sé. Dovendo intanto prepararsi alla cresima, tra i partecipanti alle lezioni del catechismo ritrova Demian, a cui si avvicina nuovamente, sviluppando questa volta un rapporto approfondito di amicizia; Emil vede nel ragazzo sempre più uno spirito affine, un fratello nell'anima. Tra le altre cose, Max gli dimostra come sia possibile controllare le persone solo tramite la forza di volontà; egli influenza sempre più Emil con le sue opinioni filosofiche e critiche serrate ad alcuni concetti religiosi, rivalutando ad esempio la figura del ladrone impenitente crocifisso accanto a Gesù.
Emil comincia in tal modo a rendersi conto di quanto imperfetta sia la figura del Dio biblico, rappresentato come "buono" solo a metà, laddove invece l'altra metà viene semplicemente attribuita al demonio: il giovane ritrova in questo punto di vista la convinzione maturata sin dai suoi primi anni di vita d'un conflitto irresolubile tra due mondi paralleli ma essenzialmente antitetici, e presenti all'interno d'ognuno di noi poveri esseri umani. È ben consapevole che non si tratta unicamente d'un proprio conflitto personale, bensì di un problema riguardante l'intera umanità.
Max gli spiega che i pensieri dell'altra metà, quella considerata oscura e pericolosa, debbon anch'essi esser vissuti e realizzati: ogni singolo individuo deve decidere da se stesso ciò che è permesso e ciò ch'è proibito per lui in ogni momento, ché le stesse convenzioni e regole sociali cambiano e si modificano anche radicalmente nel tempo, e non sono quindi assolute, né valide per sempre. Pur opponendo resistenza a queste idee, Emil ne rimane soggiogato, compromettendo la propria preparazione spirituale alla cerimonia della cresima, cerimonia che segnerà tra l'altro il definitivo tramonto della sua infanzia.

### Beatrice
Dopo l'estate Emil si separa da casa, dal suo paese, e da Demian, per proseguire gli studi in collegio. Dopo più di un anno vissuto in maniera assai ritirata e melanconica, compiuti i sedici anni comincia a sperimentare assieme ad Alfons, uno degli anziani, le prime bevute in compagnia, in cui ritrova ebbrezza e vitalità. Egli diventa presto un assiduo frequentatore di taverne, tuttavia nel cuore dell'adolescente rimane un sentimento ambivalente e quantomai caotico, che continua ad arrecargli paure ed insicurezze. Mentre egli vede se stesso scivolare sempre più verso il mondo oscuro dominato dal diavolo, avverte l'urgenza di un amore, dopo quello infantile provato verso Max Demian. I genitori, che si son recati da lui in visita, quasi non lo riconoscono, e dall'esterno appare uno studente indisciplinato, prossimo a venire espulso.
Il suo conflitto interiore comincia a risolversi quando incontra una donna, che comincia segretamente ad adorare; lui la chiama Beatrice, sulla base di un dipinto che illustra il precoce amore di Dante Alighieri per Beatrice Portinari. Abbandonata la vita goliardica, come vivendo in un mondo di sogni Emil prova a dipingere dei ritratti della sua amata. Ma ecco riconoscere in questi la fisionomia e le caratteristiche del perduto Demian. In un momento d'ispirazione disegna infine un uccello che pare uscir da un gigantesco uovo e lo spedisce al vecchio amico.

### L'uccello lotta per uscire dall'uovo
Poco dopo, durante una lezione, Emil trova ben ripiegato all'interno d'un libro un piccolo pezzo di carta con incise sopra queste parole vergate da Max: «L'uccello lotta per uscire fuori dal suo guscio; l'uovo rappresenta il mondo; chi vuole rinascere deve distruggere il vecchio mondo precedente. L'uccello vola alto in direzione della divinità... Dio si chiama Abraxas». Emil apprende così che Abrahaxas è il nome del principio creativo il quale unisce in sé sia il divino che il diabolico.
A questo punto l'interesse del giovane per questa misteriosa figura è immediatamente suscitato; dopo un'infruttuosa ricerca svolta in biblioteca fa la conoscenza di un insolito organista di nome Pistorius, cultore di mitologie e religioni antiche: questi gli racconta che Abraxas è il signore dei due mondi apparentemente contrapposti tra loro, insiti nell'anima di ogni individuo cosciente di sé.
Egli comincia così a frequentare Pistorius, trovando in lui un confidente e una guida, che lo aiuta a credere nelle sue fantasie, facendo affidamento su quella voce interiore.

### La battaglia di Giacobbe
Nel frattempo si attira grazie al suo carisma, nella propria ricerca di compagni spiritualmente affini, anche la simpatia di un giovinetto di nome Knauer, preda di impulsi e sentimenti simili ai suoi. Una sera, dopo aver ritratto un volto che lo aveva impressionato per la sua carica magnetica e il suo aspetto ermafrodita, davanti a cui provò lo stesso furore di Giacobbe nella lotta contro l'angelo, Emil trainato da una profonda forza interiore si reca alla periferia della città immersa nella neve, dove riconoscendo il nuovo amico Knauer riesce a farlo desistere dal suicidio.
Seguitando a vivere nei suoi sogni e nei suoi dipinti, Emil impara a familiarizzare con la figura androgina della sua fantasia, che sembra racchiudere in sé i suoi conflitti, il bene e il male, l'identità maschile e quella femminile.
Egli si rende conto, un po' mestamente, di essere diverso dagli altri, ma confortato da Pistorius capisce che la cosa più importante sarebbe che le persone seguissero ognuna il proprio percorso individuale nell'ascolto del proprio cuore: per ciascuno infatti vi è un cammino da percorrere, assegnatogli dal destino e che senza eccezione dev'esser perseguito. Con Pistorius, tuttavia, dopo averlo, seppur involontariamente, severamente criticato per le sue nostalgie rivolte al passato, il nostro giovane protagonista vede rompersi il suo legame d'amicizia, e constatando che non potrà più essergli d'aiuto, se ne allontana.

### Eva
Rimasto solo, in procinto di entrare all'università, e superati ormai i diciotto anni, Emil torna ad incontrarsi, guidato dal suo intimo desiderio interiore, con Max Demian; ora egli si trova in un'altra città, e nel suo amico ritrovato, al quale un tempo opponeva resistenza, intravede adesso la possibilità di uscire dalla sua solitudine e di intraprendere finalmente con gioia e convinzione il cammino che il destino gli ha da sempre riservato. Dopo una visita alla madre di Demian, la signora Eva, Emil con stupore riconosce in lei l'oggetto d'amore delle sue fantasie; ripercorrendo le tappe della sua crescita comprende così che Eva era la meta a cui doveva approdare.
La donna diventa per il giovane il suo punto di riferimento; ed egli comincia a frequentare assiduamente la sua casa, e suo figlio Max. I tre formano sempre più una specie di ristretta comunità in cui vige una costante armonia: Emil sente che il "marchio di Caino", impronta di superiorità e forza di carattere, è oramai ben visibile sulla sua fronte. Insieme si preparano al prossimo crollo e futura rinascita della civiltà europea, interpretando i segni del destino, e vivendo marginalmente a contatto con personaggi originali e anticonformisti, mentre Emil si sente sempre più attratto dalla madre dell'amico.

### Il principio della fine
Un sogno premonitore di Demian rivela che il mondo dovrà davvero improvvisamente e miseramente crollare: è difatti appena scoppiata la guerra tra la Germania e la Russia, parti di un conflitto di quella che sarà la prima guerra mondiale. I due amici si trovano così a venir separati, ognuno dovendo irresolubilmente inseguire il proprio personale destino: prima Demian, e poi Emil, si vedono infatti costretti a partir per la guerra.
L'ultima volta che Emil incontra Max è in un ospedale militare dove si trova ricoverato in quanto gravemente ferito dallo scoppio di una granata. Qui riceve da Max il suo commiato: 
 Emil riceve da Max anche il suo secondo bacio da parte di Eva, che glielo invia tramite il figlio. Il giorno seguente egli non trova più Demian che evidentemente è morto, ed è diventato una parte di sé:

## Personaggi
- Emil Sinclair

Un giovane che rimane sopraffatto dai cambiamenti sopravvenuti durante l'adolescenza, lacerato da due mondi conflittuali che sente entrambi vivi in sé. Confuso su ciò che dovrà diventar la sua esistenza, cerca per questo costantemente una guida: tende ad aver bisogno di una convalida da parte di una figura più grande, ideale, e trova via via mentori in personaggi come Pistorius, Demian ed Eva.
- Max Demian

Amico d'infanzia e maggior mentore di Emil, conducendolo pian piano alla sua possibile realizzazione di sé; può esser considerato come il daimon del ragazzo.
- Beatrice

Alta e snella, incontratala casualmente divien l'amore platonico di Emil. La sua figura viene utilizzata dal protagonista quando questi cerca di redimersi dalla vita dissoluta in cui si trova a condurre in quel momento.
- Pistorius

Organista in una chiesa locale. Parla come fosse un seguace di Jung e indica il ruolo svolto dall'inconscio collettivo nella vita di tutti; insegna ad Emil come guardare dentro a se stesso in maniera sempre più profonda e raffinata. Propone all'amico varie teorie esoteriche nei riguardi della religione e lo introduce allo studio antropologico dell'antico dio Abraxas.
- Eva

Madre di Max. Diventa presto per Emil la caratterizzazione ideale della figura femminile, per cui comincia a provare un forte sentimento amoroso.
- Genitori di Emil

Rappresentano per il figlio un simbolo di sicurezza e stabilità verso cui Emil inizialmente si dirige e trova rifugio, ma contro i quali ad un certo punto dovrà ribellarsi.
- Knauer

Un compagno di scuola di Emil. Si tratta di un giovane malaticcio, piccolo e magro, con un comportamento abbastanza strano ed inquietante; è un ragazzo un po' disturbato nella sua sessualità ed afferma che vuol rimanere a tutti i costi puro vivendo in castità.
- Alfons Beck

Un tipo alquanto sarcastico, è un ragazzo di 18 anni all'incirca che vive alla stessa pensione ove si trova alloggiato anche Emil: allegro e gioviale, lo introduce alle gioie e alle insidie dei vizi, come ad esempio ubriacarsi nelle taverne. Si trova spesso a narrar aneddoti riguardanti la propria via sentimentale e sessuale.
- Franz Kromer

Un bullo di 13 anni figlio di un sarto della città, la cui tortura psicologica conduce però ad un certo punto Emil in direzione di Demian.
- Abraxas

Divinità simbolica dello gnosticismo. Rappresenta la dualità degli opposti, bene e male, luce e buio, maschio e femmina integrati in un solo essere.
- Lina

A servizio della famiglia di Emil; sarà il primo esempio che questi utilizza spiegare la sua definizione di mondo della luce e mondo delle tenebre.

## Analisi del romanzo
Demian è uno dei romanzi più interessanti dello scrittore; fu concepito durante tutto il 1917, in piena prima guerra mondiale, in un periodo molto problematico della vita di Hesse. Questi, infatti, era in una situazione conflittuale con la prima moglie, aveva da poco perso il padre (Johannes Hesse, morto nel 1916) e si era dovuto rifugiare in Svizzera dalla Germania a causa della guerra. Per tutto l'arco del 1917 ha poi svolto presso il dottor Lang, allievo di Carl Gustav Jung, famoso psicoanalista, una novantina di sedute per poter riprendersi dal brutto stato in cui versava e ridare un senso alla propria vita.
Di conseguenza il libro, in molti tratti decisamente autobiografico, è stato il suo strumento per poter raggiungere il suo io, tramite quello che Jung ha chiamato "processo d'individuazione", e che lo stesso Sinclair, protagonista del libro, si trova a percorrere nell'arco della sua giovinezza. È chiaro che il romanzo sia impregnato delle teorie psicanalitiche Junghiane, tant'è vero che tutto il romanzo è imperniato sul raggiungimento del sé (ben diverso dall'io), attraverso cinque tappe fondamentali:
- conoscenza dell'ombra (Franz Kromer);
- conoscenza della figura guida (Max Demian);
- conoscenza dell'anima (Beatrice);
- conoscenza dell'inconscio collettivo (Pistorius);
- conoscenza della grande madre (Eva).

L'ombra, quella parte nascosta dell'Io che lotta per emergere, è il mondo buio e sporco, e l'ombra proietta la propria immagine sulla figura di Franz Kromer.
La figura guida è Max Demian, che è anche la proiezione esterna del sé interno di Sinclair.
L'anima è Beatrice, proiezione dell'amore interno.
L'inconscio collettivo è rappresentato da Pistorius, che svela il nesso tra i contenuti onirici di Sinclair ed i simbolismi e le immagini allegoriche ricorrenti nei popoli antichi e nelle religioni del mondo.
La grande Madre è la proiezione della donna, Eva, che porta il nome della progenitrice biblica dell'umanità.
Il romanzo approfondisce ed utilizza poi anche concetti cari allo gnosticismo, in particolare quello del demiurgo (la speciale entità creatrice dell'universo) chiamato Abraxas.

## Fortuna dell'opera
Quando uscì la prima volta nel 1919 Demian commosse profondamente il pubblico giovanile, uscito fortemente scosso e disorientato dall'esperienza della prima guerra mondiale. Il successo del libro fu enorme, al punto che anche il grande scrittore Thomas Mann, coetaneo di Hesse, disse che si trattava di un piccolo capolavoro. Il successo del libro valse ad Hesse la vincita del premio Fontane riservato agli scrittori esordienti: il Demian infatti era stato da lui pubblicato sotto lo pseudonimo di Emil Sinclair (il protagonista del libro). Hesse restituì il premio quando venne resa nota la vera identità dell'autore, essendo egli uno scrittore già affermato e non un esordiente.

## Edizioni italiane
- Demian. Storia della giovinezza di Emil Sinclair, traduzione di Ervino Pocar, Milano, Aldo Martello Editore, 1952, 1972,  p. 210. - Collana Oscar libreria n.253, Milano, Arnoldo Mondadori Editore, 1976; in Romanzi, a cura di Maria Pia Crisanaz Palin, Collana I Meridiani, Mondadori, 1977; note introduttive di E. Pocar, Mondadori, 1979; Collana Oscar Narrativa (Scrittori del Novecento) n.59, 1984-1998.
- Romanzi. Demian. Storia della giovinezza di Emil Sinclair, traduzione di Bruna Dal Lago [Veneri][3], Collana Grandi Tascabili Economici n.16, Roma, Newton Compton, 1988,  p. 522, ISBN 88-7983-154-2.
- Demian. Storia di una giovinezza, traduzione di Laura Balbiani, Collana Tasco n.196, Milano, SugarCo, 1991,  p. 167, ISBN 88-7198-163-4.
- Demian. La storia della giovinezza di Emil Sinclair, traduzione di Fabrizio Cambi, collana Tascabili n.64, Venezia, Marsilio, 1994,  p. 112, ISBN 88-317-6517-5.
- Demian. Storia della gioventù di Emil Sinclair, traduzione di Francesco Puglioli, Collana n.116, Milano, BUR, 1995,  p. 165, ISBN 88-17-15216-1.